# Amtsgericht Hoyerswerda

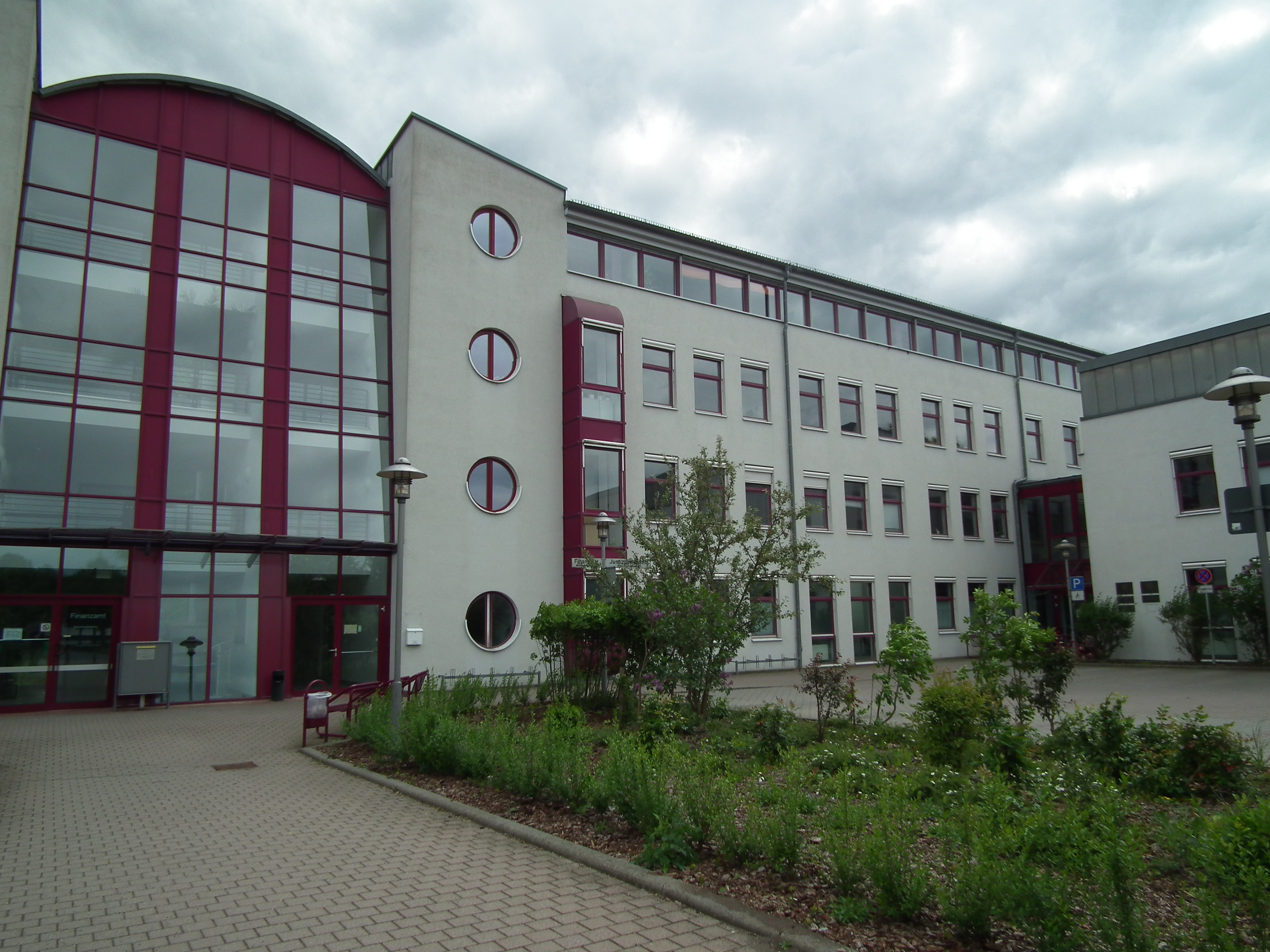
Amtsgericht Hoyerswerda (2017)

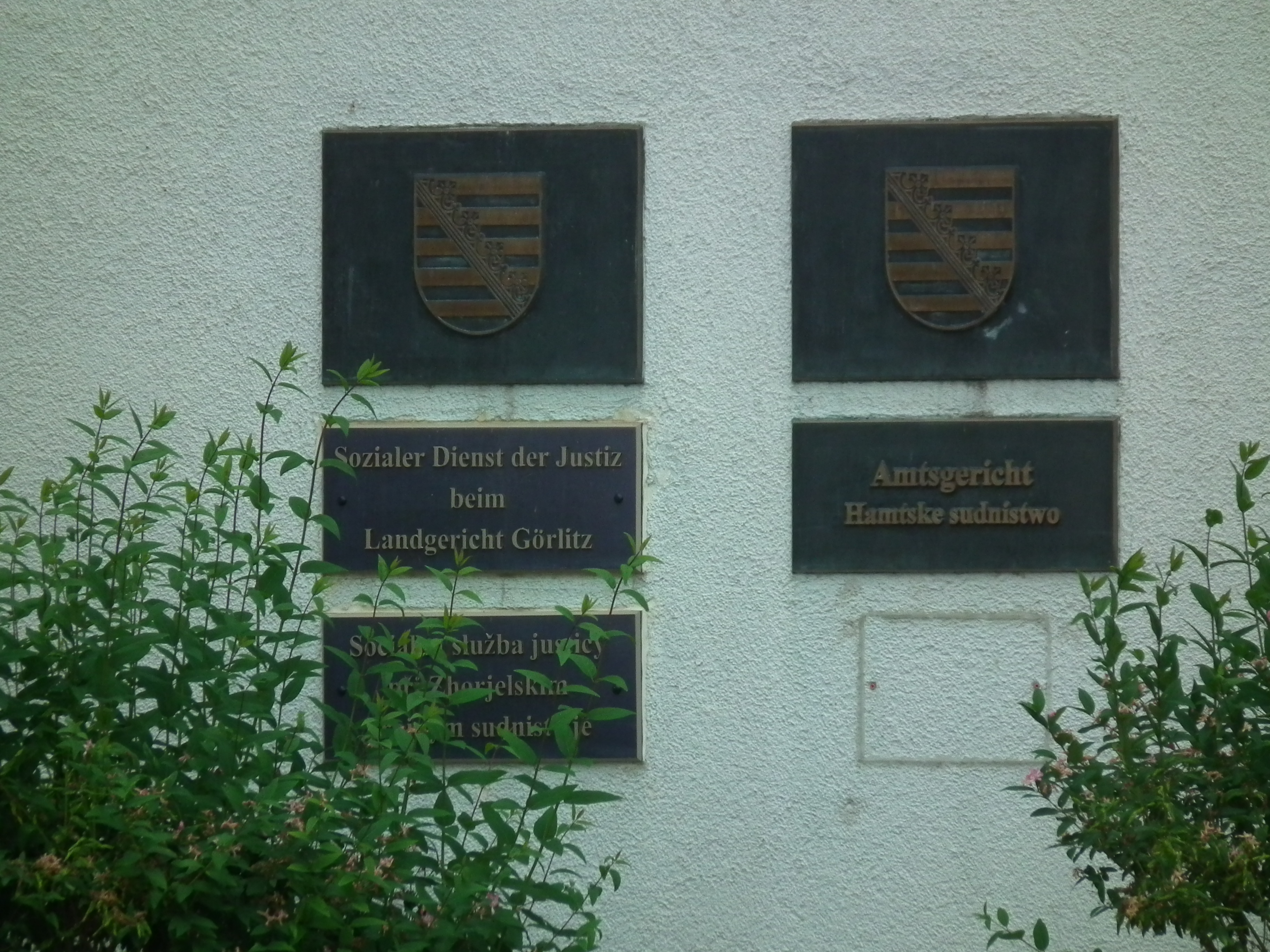
Zweisprachiges Türschild

Das Amtsgericht Hoyerswerda (obersorbisch Hamtske sudnistwo Wojerecy) ist ein Gericht der ordentlichen Gerichtsbarkeit und eines von insgesamt 25 Amtsgerichten im Freistaat Sachsen.

## Gerichtssitz und -bezirk
Der Gerichtsbezirk des Amtsgerichts Hoyerswerda umfasst die Stadt Hoyerswerda sowie die Gemeinden Bernsdorf, Elsterheide, Lauta, Lohsa, Spreetal, Wiednitz und Wittichenau (§ 1 Abs. 4, Anlage Nr. 14 Sächsisches Justizgesetz). Das Gericht hat seinen Sitz in 02977 Hoyerswerda, Pforzheimer Platz 2.

## Übergeordnete Gerichte
Dem Amtsgericht Hoyerswerda ist das Landgericht Görlitz unmittelbar übergeordnet. Zuständiges Oberlandesgericht ist das Oberlandesgericht Dresden.

## Geschichte
Das königlich preußische Amtsgericht Hoyerswerda wurde 1877 im Rahmen der Reichsjustizgesetze gebildet. Der Amtsgerichtsbezirk umfasste den Landkreis Hoyerswerda außer dem westlichen Teil, der zum Amtsgericht Ruhland gehörte (dies war der Stadtbezirk Ruhland und die Amtsbezirke Hohenbocka, Kroppen, Lindenau, Lipsa, Niemtsch und Ruhland). Das Amtsgericht Hoyerswerda war eines von 10 Amtsgerichten im Bezirk des Landgerichtes Görlitz im Gebiet des Oberlandesgerichtes Breslau. Das Gericht hatte damals drei Richterstellen und war das drittgrößte Amtsgericht im Landgerichtsbezirk.
Im Jahre 1945 wurde Preußen von den Siegermächten aufgelöst, und das Amtsgericht Hoyerswerda wurde zu einem Amtsgericht im Land Sachsen. Mit der Verordnung zur Änderung von Gerichtsbezirken im Lande Sachsen vom 5. Mai 1951 wurden die Gerichtsbezirke in der DDR an die Landkreise angepasst. Der Sprengel des Amtsgerichts Hoyerswerda war damit der alte Kreis Hoyerswerda. Mit der Verwaltungsreform von 1952 wurde das Amtsgericht Hoyerswerda aufgehoben und an seiner Stelle das für den verkleinerten Kreis Hoyerswerda zuständige Kreisgericht Hoyerswerda geschaffen. Im Jahre 1992 wurde das Amtsgericht Hoyerswerda mit dem Sächsischen Gerichtsorganisationsgesetz wieder errichtet.

## Gerichtsgebäude
Das Amtsgericht nutzte 1879 bis 1945 das Schloss Hoyerswerda als Gerichtssitz.